# Bravo, Jeeves!
Bravo, Jeeves! är en roman av P.G. Wodehouse, utgiven i USA 1946 med titeln Joy in the Morning och i England med samma titel 1947. Från 1983 har det förekommit amerikanska utgåvor med den alternativa titeln Jeeves in the Morning. Det är den fjärde romanen om Bertie Wooster och hans betjänt Jeeves. Den översattes till svenska av Birgitta Hammar och utgavs på Albert Bonniers förlag 1947.

## Persongalleri
- Bertie Wooster - Aristokratisk ung man som dras in i en företagsfusion och som ständigt är nära att släpas till altaret.
- Jeeves - Woosters trogne betjänt och stöd här i livet.
- Percy Craye, lord Worplesdon - Woosters ingifte farbror, make till faster Agatha.
- Zenobia "Nobby" Hopwood - Myndling till lord Worplesdon och förälskad i "Boko" Fittleworth.
- Edwin Craye - Son till Lord Worplesdon. Entusiatisk scout och ett plågoris för sin omgivning.
- Florence Craye - Dotter till lord Worplesdon i hans första äktenskap. Författare till bl.a. "Spindelväv och morgondagg". Vill dana Berties intellekt och emellanåt även gifta sig med honom.
- G. D'Arcy "Stilton" Cheesewright - Gammal vän med Bertie men inte så länge till. Ilsken konstapel med stor kroppskraft och huvud som påminner om en pumpa.
- J. Chichester Clam - Redare. Påminner något om en hare.
- "Boko" Fittleworth - Författare och god vän till Bertie. Illa klädd men inkomstbringande.

## Handling
Bertie övertalas att agera som värd för ett möte mellan hans farbror Percy och redaren J. Chichester Clam då dessa i hemlighet ska diskutera en fusion. Det hela ska ske i Steeple Bumpleigh, den ort där Percy bor med Berties faster Agatha. Emellertid börjar visiten med att Percys son Edwin råkat bränna ned den stuga där Bertie ska bo varvid han får ta in hos sin gamle vän "Boko" Fittleworth. Samtidigt ska Bertie, som aldrig stått högt i gunst hos sin farbror, försöka få denne mer gynnsamt inställd till att låta "Boko" gifta sig med hans myndling "Nobby." Parallellt med denna kärlekshistoria förekommer även ett triangeldrama där den mycket svartsjuke "Stilton" tror att Bertie är kär i Florence Craye. En rad missförstånd leder också till att Florence slår upp sin förlovning med "Stilton" och förlovar sig med Bertie. Lika många bisarra missförstånd uppstår då "Boko" med Berties hjälp försöker imponera på farbror Percy. Småningom blir Percy mer gynnsamt inställd till Bertie (ironiskt nog då han sparkat lordens son Edwin i baken) och i samband med en maskeradbal (dit Bertie går iklädd "Stiltons" polisuniform, stulen från denne) löses problemen med företagsfusionen. Nya missförstånd och katastrofer uppstår dock och Jeeves får gripa in för att lösa det hela med sitt skarpa intellekt. Efter många turer är det en lättad Bertie som tillsammans med Jeeves åker hemåt från vad han beskriver som "Maran i Steeple Bumpleigh."